# Allocosa mahengea
Allocosa mahengea är en spindelart som beskrevs av Roewer 1959. Allocosa mahengea ingår i släktet Allocosa och familjen vargspindlar.
Artens utbredningsområde är Tanzania. Inga underarter finns listade i Catalogue of Life.